# История Эсватини

Свазиленд в XIX веке на карте Южной Африки.

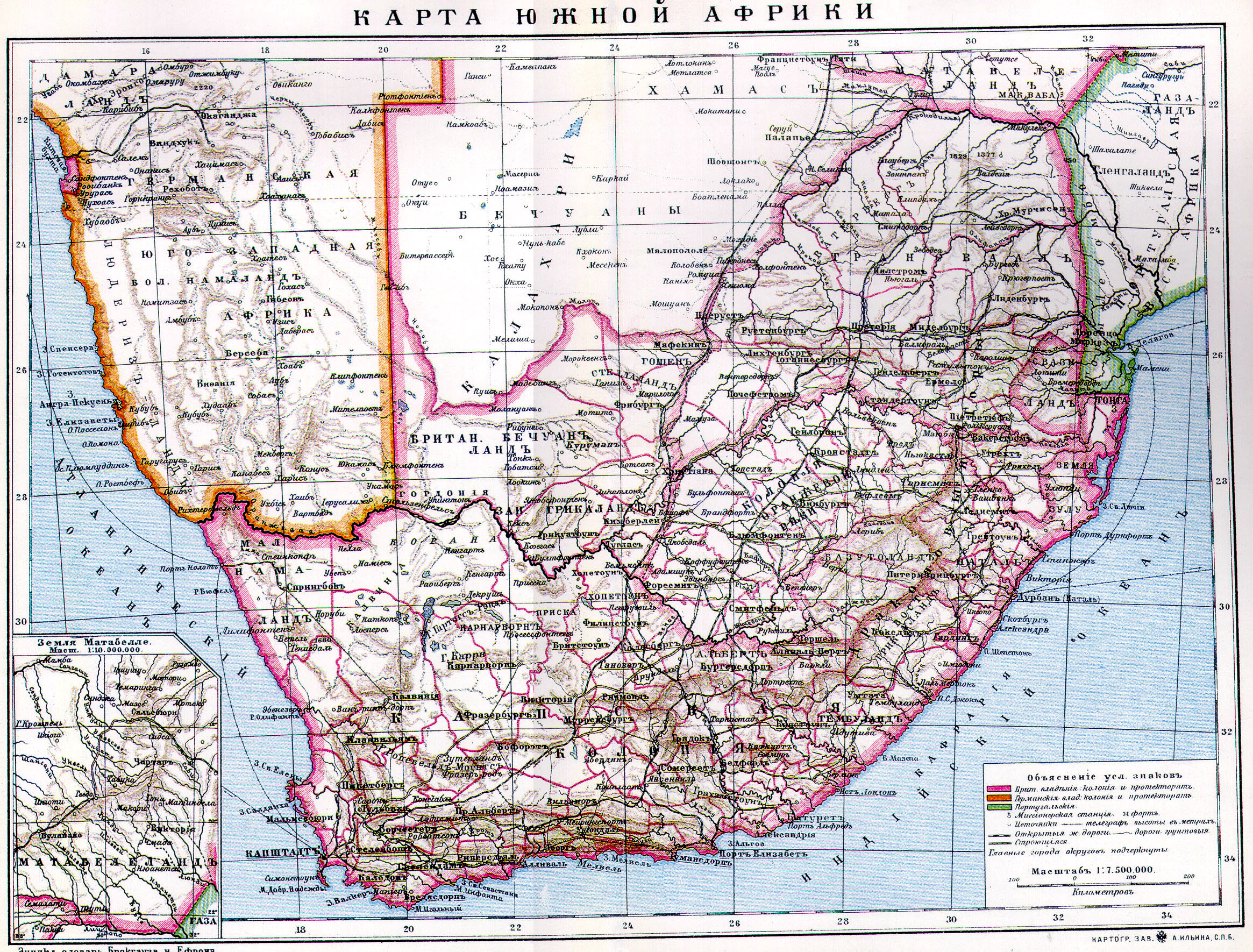
Свазиленд в составе Британской Южной Африки, подписан «Свазиландъ». Карта из энциклопедического словаря Брокгауза и Ефрона

До 2018 года страна Эсватини носила название Свазиленд, что является буквальным переводом слова «Эсватини» (земля свази) на английский язык.
Предки народа свази пришли на юг Африки в средние века, из центральной части континента. Сначала они обосновались на побережье Индийского океана, однако в XVIII веке свази были оттеснены другими племенами на север, на территорию нынешнего Эсватини. В начале XIX века свази вели кровопролитные войны против зулу и других соседних племён, совершавших набеги на земли свази.
В 1836 году вождь свази Собуза I (ныне называемый королём) одержал решающую победу над зулу, ввёл централизованную систему своей власти, подчинив других вождей, и фактически создал государство свази.
Следующий король свази, Мсвати II, в конце 1830-х годов присоединил новые земли на севере страны и создал государство, территория которого более чем вдвое превышала площадь современного Эсватини.
В 1843 страна оказалась окружённой владениями европейских колонизаторов и стала объектом их захватнических устремлений. Больше других преуспели буры. В 1894 году территория Свазиленда была объявлена частью бурской республики Трансвааль.
После англо-бурской войны 1899—1902 годов Британия объявила Свазиленд своим протекторатом, сохранив там власть местных королей и вождей.
В 1964 в Свазиленде состоялись первые выборы местного парламента. Большинство депутатских мест получила партия, созданная тогдашним королём Собузой II, Национальное движение Имбокодво.
6 сентября 1968 года Британия предоставила полную независимость королевству Свазиленд.
Хотя на первых после получения независимости парламентских выборах 16-17 мая 1972 года с 78 % голосов (15 из 24 выборных мест в 30-местном парламенте) победили монархисты (партия Национальное движение Имбокодво), около 20 % голосов получила левая партия Конгресс национального освобождения Нгване Амброза Зване, которой удалось провести 3 депутатов. В результате в 1973 году король отменил действие конституции, распустил парламент и объявил вне закона деятельность всех политических партий, профсоюзов и других общественных организаций.
Собуза II умер в 1982 году, его преемником стал Мсвати III.
19 апреля 2018 года король Мсвати III объявил, что Королевство Свазиленд переименовало себя в Королевство Эсватини, отражая уже существовавшее название Свазиленда на языке свази, в ознаменование 50-й годовщины независимости Свази. Новое название, Eswatini, означает «земля свази» на языке свази. Новое название устранило путаницу со Швейцарией (англ. Switzerland).
В апреле 2011 года на территории страны прошли многотысячные митинги оппозиции с требованиями отставки Мсвати III. Оппозиция обвиняет монарха в разграблении государственной казны ради обеспечения роскошной жизни себя и своих 13 жен. 12 апреля полиция, применяя спецсредства, разогнала митинг в столице Свазиленда, арестовав 13 организаторов митинга.